# Apomecyna mimoguttifera
Apomecyna mimoguttifera är en skalbaggsart som beskrevs av Stefan von Breuning 1972. Apomecyna mimoguttifera ingår i släktet Apomecyna och familjen långhorningar. Inga underarter finns listade i Catalogue of Life.